# Edgar Cairo

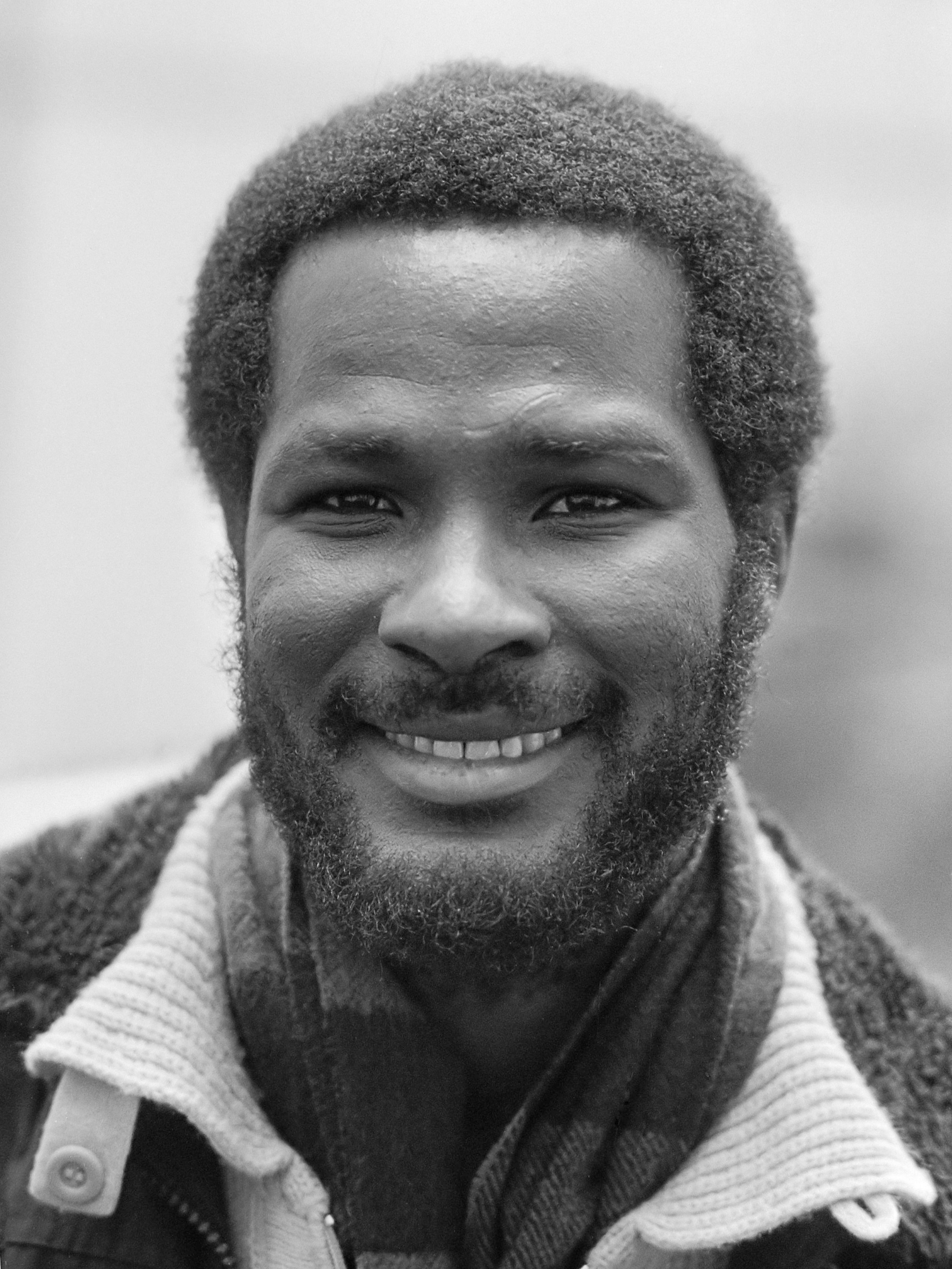
Edgar Cairo in 1982.

Edgar Eduard Cairo (Paramaribo, 7 mei 1948 – Amsterdam, op of voor 16 november 2000) was een Surinaams auteur en kunstschilder.

## Biografie
Cairo werd geboren te Paramaribo. Zijn ouders waren afkomstig van een voormalige plantage in het district Para. Hij volgde de lagere school bij de fraters, en haalde het diploma aan de Algemene Middelbare School (AMS). Vervolgens vertrok hij in 1968 naar Amsterdam, waar hij Nederlands en algemene literatuurwetenschap studeerde.
In zijn laatste boeken openbaarde zich een ernstige psychose. Ook liet hij in 1988 een advertentie in een krant plaatsen met de tekst Jezus terug op aarde. Edgar Cairo, Gods zoon, spreekt alle talen met Jawehs stem en doet grote wonderen.
Cairo werd op 16 november 2000 dood aangetroffen in zijn woning in Amsterdam-Oost. Hij was overleden aan een maagbloeding; op welke dag precies kon niet worden vastgesteld.

## Werken
Cairo debuteerde in 1969 met Temekoe, een sterk autobiografische novelle in het Sranan over een vader-zoonrelatie, later herschreven in het Surinaams-Nederlands als Temekoe/Kopzorg (1979) en nogmaals in het Algemeen Nederlands als Kopzorg (1988). Hij hanteert in veel van zijn werken een Surinaams-Nederlands dat hij met zijn eigen vondsten heeft verrijkt tot het "Cairojaans". Vooral uit Surinaamse hoek werd dit nogal bekritiseerd. In Suriname is zijn meest gelezen boek Kollektieve schuld (1976) over winti-perikelen in een familie.
Cairo was sterk beïnvloed door de orale tradities van stads- en Para-creolen en was zelf een bekend voordrachtskunstenaar. Hij publiceerde een tiental dichtbundels, zeven toneelstukken, een tiental forse romans, twee bundels columns, en voorts verspreide verhalen en essays.

Zijn hele werk draait om het negerschap in al zijn facetten. Vooral het leven op de Surinaamse achtererven heeft hem vaak geïnspireerd. Sommige van zijn boeken spelen in Suriname, zoals Adoebe lobi/Alles tegen alles (1977), over de strijd van een ambitieuze student die tussen verschillende maatschappelijke milieus terechtkomt, en Mi boto doro/Droomboot havenloos (1980), over de "hosselproblemen" en idealen van een paar jongens met een bus. Andere werken spelen in het Caraïbisch gebied, zoals het stuk Dagrati! Dagrati!/Verovering van De Dageraat (1980) over een slavenopstand in Guyana in 1763. Weer andere in Nederland, zoals De smaak van Sranan Libre (1982), zijn hoorspel/roman over de Decembermoorden, en het koningsdrama Het koninkrijk IJmond/Ba Kuku Ba Buba (1985). Zijn poëzie in het Sranan en Surinaams-Nederlands werd verzameld, opnieuw gerangschikt en vertaald in Lelu! Lelu! Het lied der vervreemding (1983) met een zeer uitgebreide, maar nogal slordige inleiding. Zijn eerste columns voor de Volkskrant werden gebundeld in Ik ga dood om jullie hoofd (1980).
In zijn schrijversloopbaan is Cairo’s aandachtsveld langzaam verschoven; van de neger als slaaf en vrije in Suriname naar die in het Caraïbisch gebied, later naar de zwarte als immigrant in een witte samenleving, uitgestotene en kosmopoliet, weer later naar de geschiedenis van het bestaansverdriet van de Afrikaanse neger in Nyumane/ln mensennaam (1986). Het grootste deel van zijn boeken is verschenen bij uitgeverij In de Knipscheer. Naast zijn literair werk maakte hij tweehonderd schilderijen.

## Aandacht
Tijdens de hoogtijdagen van zijn publicatietijd was Cairo een meester in het genereren van publieke belangstelling. Zijn klacht dat hij nooit een positieve recensie kreeg was ongegrond; hij kreeg veel aandacht van de literaire kritiek, en minstens zoveel positieve als afwijzende recensies. Na zijn overlijden verdween de aandacht voor zijn werk. Die leefde weer enigszins op toen 25 jaar na de Decembermoorden zijn roman De smaak van Sranan Libre (2007) verscheen, die eerder in hoorspelvorm aan het einde van 1982 was uitgezonden door Radio Nederland Wereldomroep.

De Werkgroep Caraïbische Letteren plaatste op 5 september 2009 de persoon en het werk van Cairo opnieuw in de schijnwerpers met een groot programma, met onder meer een theatrale bewerking van Cairo's teksten door Michiel van Kempen waarin Edgar Cairo gespeeld werd door Felix Burleson, en een debat onder leiding van Noraly Beyer waaraan Abdelkader Benali, Maarten van Hinte, Ellen Ombre, Rappa en Michael Tedja deelnamen.
In 2014 werd door Jenny Hoolt en Arthur Cairo (broer van Edgar) de Stichting Edgar Cairo in het leven geroepen om de nalatenschap van Cairo te beheren en zijn werk onder de aandacht te blijven brengen. Eerste voorzitter is Michiel van Kempen.
Bij gelegenheid van Cairo's 70ste geboortedag organiseerde literair theater Perdu in samenwerking met de Stichting Edgar Cairo in 2018 een evenement over Cairo's legacy. Sprekers waren Michiel van Kempen, Dean Bowen, Esther Duysker (bewerkster Black Othello), Henna Goudzand Nahar, Chris Polanen, en filosoof en uitgever Matthijs Ponte.

## Documentaire
In 2011 verscheen over het leven en werk van Cairo de documentaire Edgar Cairo, Ik ga dood om jullie hoofd van Cindy Kerseborn.

## Over Edgar Cairo
- Michiel van Kempen, 'Edgar Cairo'. In: Kritisch Lexicon van de Moderne Nederlandstalige Literatuur, no. 36, februari 1990 (biografie, beschouwing, uitgebreide primaire en secundaire bibliografie).
- Michiel van Kempen, Een geschiedenis van de Surinaamse literatuur. Breda: De Geus, 2003, deel II, pp. 1018-1022,1085-1098.
- Michiel van Kempen, '23 december 1978: Edgar Cairo’s eerste column voor de Volkskrant; 23 januari 1996: Kader Abdolahs eerste columns voor de Volkskrant; De Nederlandse taal als onderdrukker en bevrijder.' In: Kunsten in beweging 1980-2000; Cultuur en migratie in Nederland. Redactie Rosemarie Buikema en Maaike Meijer. Den Haag: Sdu Uitgevers, 2004, pp. 19-35.
- Michiel van Kempen, 'Edgar Cairo; Zanger van het bestaansverdriet' in  literatuurgeschiedenis.nl.[8]